# Partage de l'Afrique

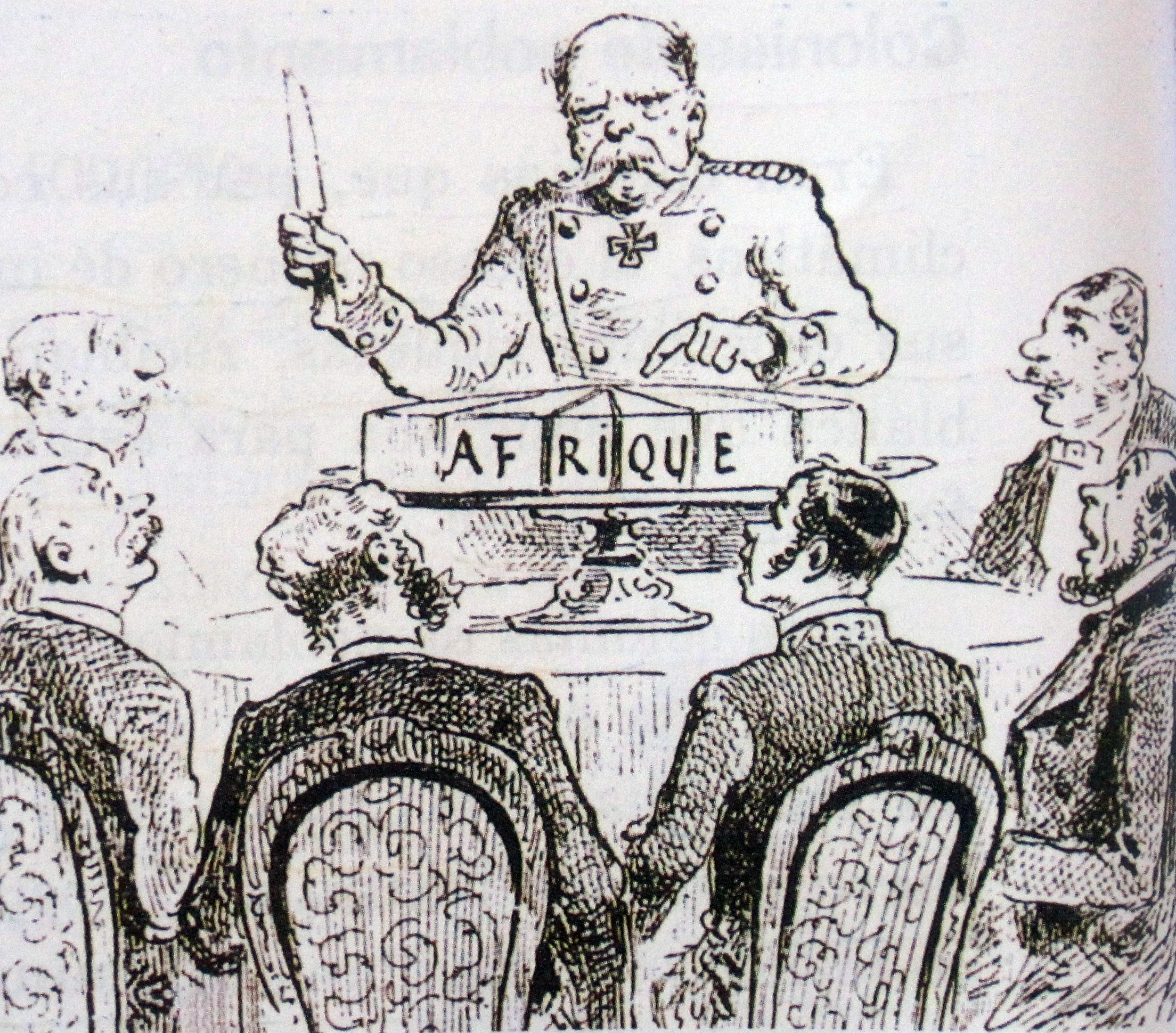
Caricature de l'hebdomadaire L'Illustration de 1885 intitulée La conférence de Berlin, à chacun sa part, si l'on est bien sage, représentant Bismarck partageant le gâteau Afrique.

 (décembre 2012).
Si vous disposez d'ouvrages ou d'articles de référence ou si vous connaissez des sites web de qualité traitant du thème abordé ici, merci de compléter l'article en donnant les références utiles à sa vérifiabilité et en les liant à la section « Notes et références ».
Le partage de l'Afrique désigne le processus de compétition territoriale entre les puissances européennes en Afrique, partie du mouvement général de colonisation de la fin du XIXe siècle (principalement entre 1880 et la Première Guerre mondiale). Les deux principaux pays européens concernés étaient la France et le Royaume-Uni. L'Allemagne, l'Italie, le Portugal, la Belgique et l'Espagne y ont aussi participé de manière significative, mais de façon moins importante et souvent plus tardive ; d'autres nations européennes également mais de manière marginale.
C'est durant ces quelques années qu'ont été formalisés dans leurs grandes lignes de nombreux territoires africains actuels. Cette division a été souvent symbolisée par la conférence de Berlin (1884-1885), même si cette conférence n'a fait que fixer des règles et n'a pas procédé au partage. Cette division a le plus souvent repris des tracés établis antérieurement en les modifiant parfois.
La seconde moitié du XIXe siècle, à partir de 1877, a vu la transition d'un impérialisme informel, caractérisé par une influence militaire et une dominance économique, vers une gouvernance centralisée, une domination directe, avec néanmoins des spécificités propres à chaque nation européenne en ce qui concerne l'administration de leurs territoires.
Les relations entre les puissances européennes à propos de l'Afrique au tournant des XIXe et XXe siècles peuvent être considérées comme emblématiques des événements qui ont amené à la Première Guerre mondiale.

## Percée sur le continent

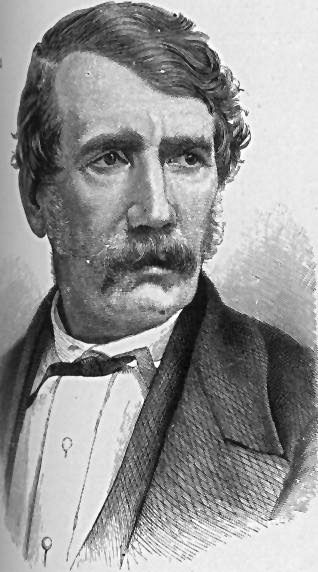
David Livingstone, un des premiers explorateurs de l'intérieur du continent africain, qui découvrit en 1855 les chutes d'eau de Mosi-oa-Tunya, qu'il renomma chutes Victoria. Il échoua cependant à trouver la source du Nil.

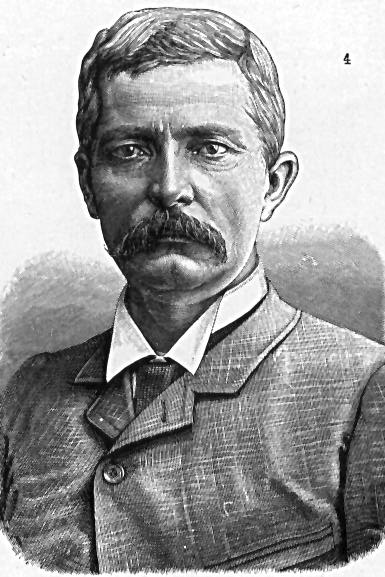
Henry Morton Stanley, qui retrouva Livingstone et fonda l'État indépendant du Congo au nom de Léopold II de Belgique.

Les explorations occidentales du continent africain et son exploitation ont commencé sérieusement à la fin du XIXe siècle. Auparavant, l'écossais James Bruce avait découvert la source du Nil bleu en 1770, mais avait constaté l’existence d'une seconde source au niveau de Khartoum. En 1835, les Européens avaient cartographié la plupart du nord-ouest de l'Afrique. Parmi les explorateurs les plus célèbres, on peut citer David Livingstone, qui cartographia de vastes étendues de l'intérieur du continent et Serpa Pinto, qui traversa l'Afrique australe et l'Afrique centrale lors d'une expédition difficile, cartographiant cette partie du continent. De laborieuses expéditions dans les années 1850 et 1860, menées par Richard Burton, John Speke et James Grant, permirent de reconnaître la région des Grands Lacs et les sources du Nil. Vers la fin du siècle, les Européens avaient dressé des cartes du Nil depuis sa source, du cours du Niger, du Congo et du Zambèze et le monde occidental réalisait maintenant les vastes ressources de l'Afrique.
Cependant, à l'aube de cette course à l'Afrique, seulement 10 % du continent étaient sous le contrôle de nations européennes. En 1875, les plus grandes possessions étaient l'Algérie, conquise par la France à partir des années 1830 — en dépit de la forte résistance d'Abd el-Kader et la rébellion des Kabyles dans les années 1870 —, la Colonie du Cap, tenue par le Royaume-Uni, et l'Angola, tenu par le Portugal.
Les progrès technologiques facilitaient l'expansionnisme outre-mer. L'industrialisation permettait de rapides avancées dans les transports et les communications, spécialement dans la marine à vapeur, le transport ferroviaire et le télégraphe. Les progrès médicaux étaient aussi importants, surtout dans les médicaments contre les maladies tropicales. Le développement de la quinine, un traitement efficace contre la malaria, permit de pénétrer dans les vastes zones tropicales.

## Causes de la ruée

### L'Afrique et les marchés globaux
- Allemagne
- Belgique
- Espagne
- France
- Italie
- Portugal
- Royaume-Uni
- Indépendant

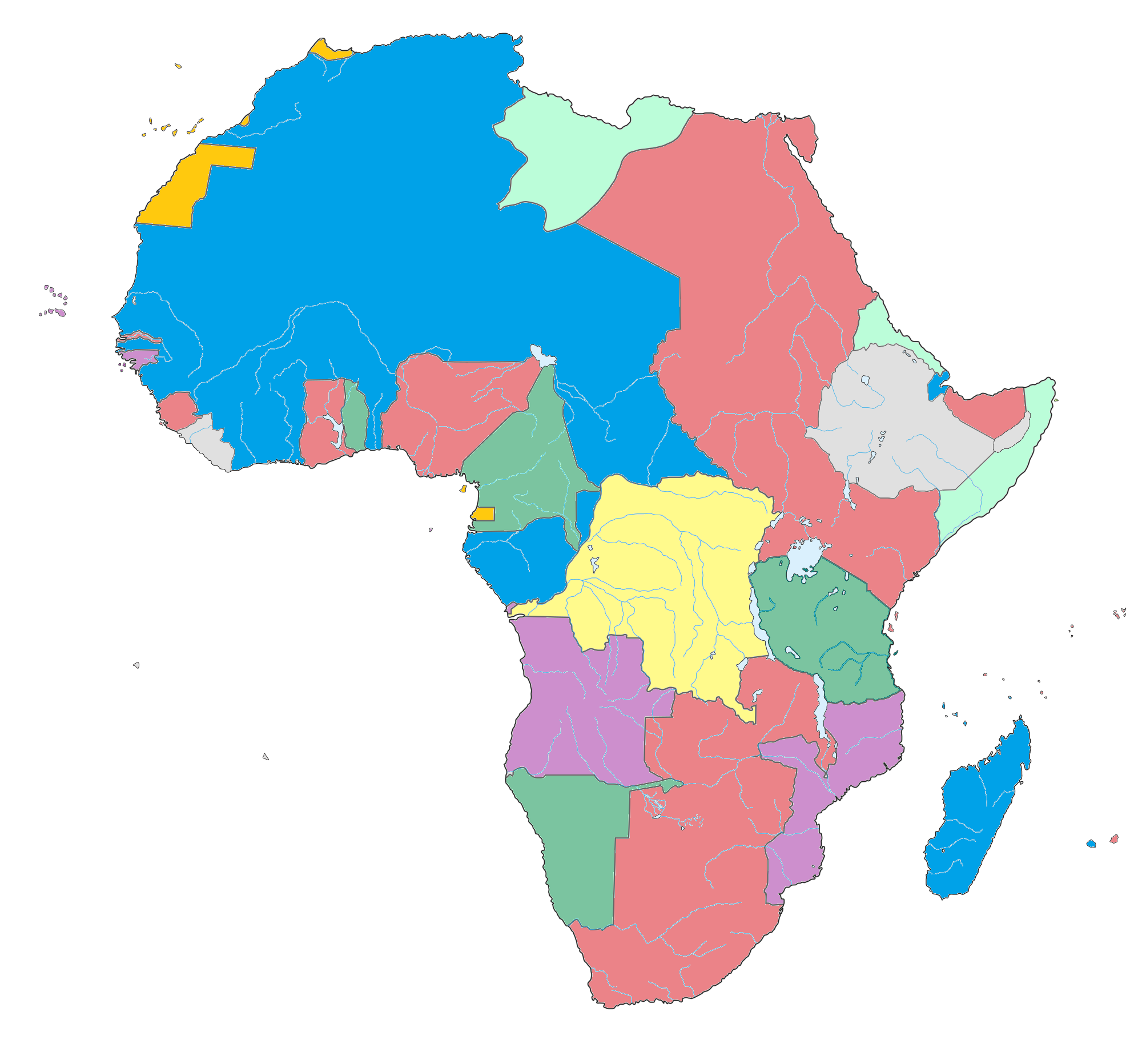
Possessions européennes en Afrique en 1914

Mis à part certains comptoirs européens côtiers souvent déjà anciens, l'Afrique subsaharienne était une des dernières régions du monde pas encore touchée par l'« impérialisme informel » et la « civilisation ». Elle était également attractive pour les élites dirigeantes européennes pour des raisons économiques, culturelles et idéologiques. À une époque où la balance commerciale de la Grande-Bretagne montrait un déficit croissant, avec la crise et le protectionnisme des marchés continentaux dû à la Grande Dépression (1873-1896), l'Afrique offrait au Royaume-Uni, à l'Allemagne, à la France et à d'autres pays un marché ouvert qui pouvait générer un surplus de commerce : un marché qui achetait plus de la métropole qu'il ne vendait. La Grande-Bretagne, comme la plupart des autres pays industrialisés, avait depuis longtemps une balance commerciale défavorable qui était de plus en plus compensée, cependant, par les revenus des investissements outre-mer.
Le développement du Royaume-Uni le faisant devenir la première nation post-industrielle du monde, les services financiers devinrent un secteur d'une importance croissante dans son économie. Les excédents de la balance des invisibles ont gardé le Royaume-Uni dans le vert, en particulier les investissements de capitaux hors de l'Europe, notamment le développement et les marchés ouverts en Afrique, dominés par les colons blancs, le Proche-Orient, l'Asie du Sud, l'Asie du Sud-Est et l'Océanie.
Puis, les surplus de capitaux était souvent plus profitables investis en outremer, où la main d'œuvre bon marché, la faible concurrence et l'abondance de matières premières augmentaient les bénéfices. Une autre incitation à l'impérialisme fut l'augmentation de la demande en matières premières indisponibles en Europe, en particulier, le cuivre, le coton, le caoutchouc, le thé, l'étain, auxquels les consommateurs européens étaient habitués ; l'industrie européenne en était désormais dépendante.
Cependant, en Afrique — à l'exception de ce qui deviendra plus tard l'union d'Afrique du Sud en 1909 — le montant des capitaux investis par les Européens était relativement faible, comparé à d'autres continents. Par conséquent, les compagnies impliquées dans le commerce de l'Afrique tropicale étaient relativement petites, à l'exception de la De Beers Mining Company de Cecil Rhodes. Rhodes a exploité la Rhodésie à son propre compte ; Léopold II de Belgique plus tard, et de manière considérablement plus brutale, fit de même avec l'État libre du Congo. Ces évènements pourraient porter atteinte aux arguments pro-impérialistes des lobbys coloniaux, comme ceux du Alldeutscher Verband, de Francesco Crispi et de Jules Ferry, qui faisaient valoir que sécuriser les marchés outre-mer en Afrique résoudrait les problèmes de bas prix et de surproduction engendrés par le rétrécissement des marchés continentaux.
John Atkinson Hobson, dans son ouvrage de 1902, Imperialism, qui influencera des auteurs tels que Lénine, Trotski ou Hannah Arendt, considère que cette contraction des marchés fut un facteur clé de la période du « nouvel impérialisme ». William Easterly, de l'Université de New York, quant à lui, minimise le lien entre capitalisme et impérialisme, avançant que le colonialisme est plus lié à un développement piloté par l'État qu'à un développement d'entreprise. Il explique que « l'impérialisme n'est pas si nettement lié au capitalisme et au développement des marchés… Historiquement le lien le plus étroit s'établit entre le colonialisme/impérialisme et les approches étatiques du développement »,.

### Rivalités stratégiques

#### L'équilibre des puissances franco-britanniques
|                                         |  |                                                                         |
| Caricature francophobe anglaise de 1898 |  | Illustration anglophobe parue dans La France illustrée en novembre 1898 |

La ruée vers le continent africain reflétait également le souci d'acquérir des bases militaires et navales à des fins stratégiques et d'exercer le pouvoir. Les marines en croissance et les nouveaux navires propulsés par l'énergie à vapeur nécessitaient des stations de charbon et des ports pour l'entretien. Des bases de défense sont également nécessaires pour la protection des routes maritimes et des lignes de communication, en particulier des voies navigables internationales coûteuses et vitales telles que le canal de Suez. Ce dernier est protégé à partir du 29 octobre 1888 par la convention de Constantinople, permettant sa neutralité.
Les colonies étaient également considérées comme des atouts dans les négociations sur « l'équilibre des puissances », utiles comme éléments d'échange lors des négociations internationales. Les colonies à forte population indigène étaient également une source de puissance militaire; La Grande-Bretagne et la France ont utilisé un grand nombre de soldats britanniques indiens et nord-africains, respectivement, dans bon nombre de leurs guerres coloniales (et le feraient à nouveau lors des prochaines guerres mondiales). À l'ère du nationalisme, il y avait une pression pour qu'une nation acquière un empire comme symbole de statut; l'idée de «grandeur» est devenue liée au « fardeau de l'homme blanc », ou sens du devoir, qui sous-tend les stratégies de nombreuses nations.
Au début des années 1880, Pierre Savorgnan de Brazza explorait le royaume du Kongo pour la France, en même temps que Henry Morton Stanley l'explorait au nom de Léopold II de Belgique, qui devient une possession personnelle. La France a occupé la Tunisie en mai 1881, ce qui a probablement convaincu l'Italie en 1882 de rejoindre l'alliance germano-autrichienne, formant ainsi la Triplice. La même année, la Grande-Bretagne occupe l'Égypte (jusque-là un état autonome de l'Empire ottoman), qui s'étendait sur le Soudan et certaines parties du Tchad, de l'Érythrée et de la Somalie. Les Français étaient déjà installés en Somalie depuis 1862, et s'établir au Soudan français (actuel Mali) vers 1887. Les frontières entre les colonies de Gambie (britannique) et du Sénégal (français) sont tracées en 1889.
La convergence de la « transversale » française (Dakar—Djibouti) et de la « verticale » britannique (Le Caire—Le Cap) conduisit à la crise de Fachoda.

#### LaWeltpolitikallemande

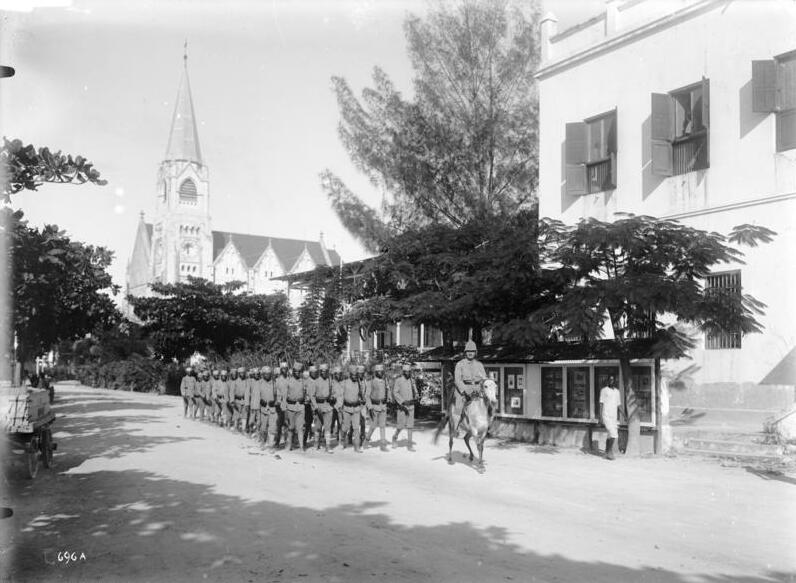
Les troupes Askari à Dar es Salam, vers 1906

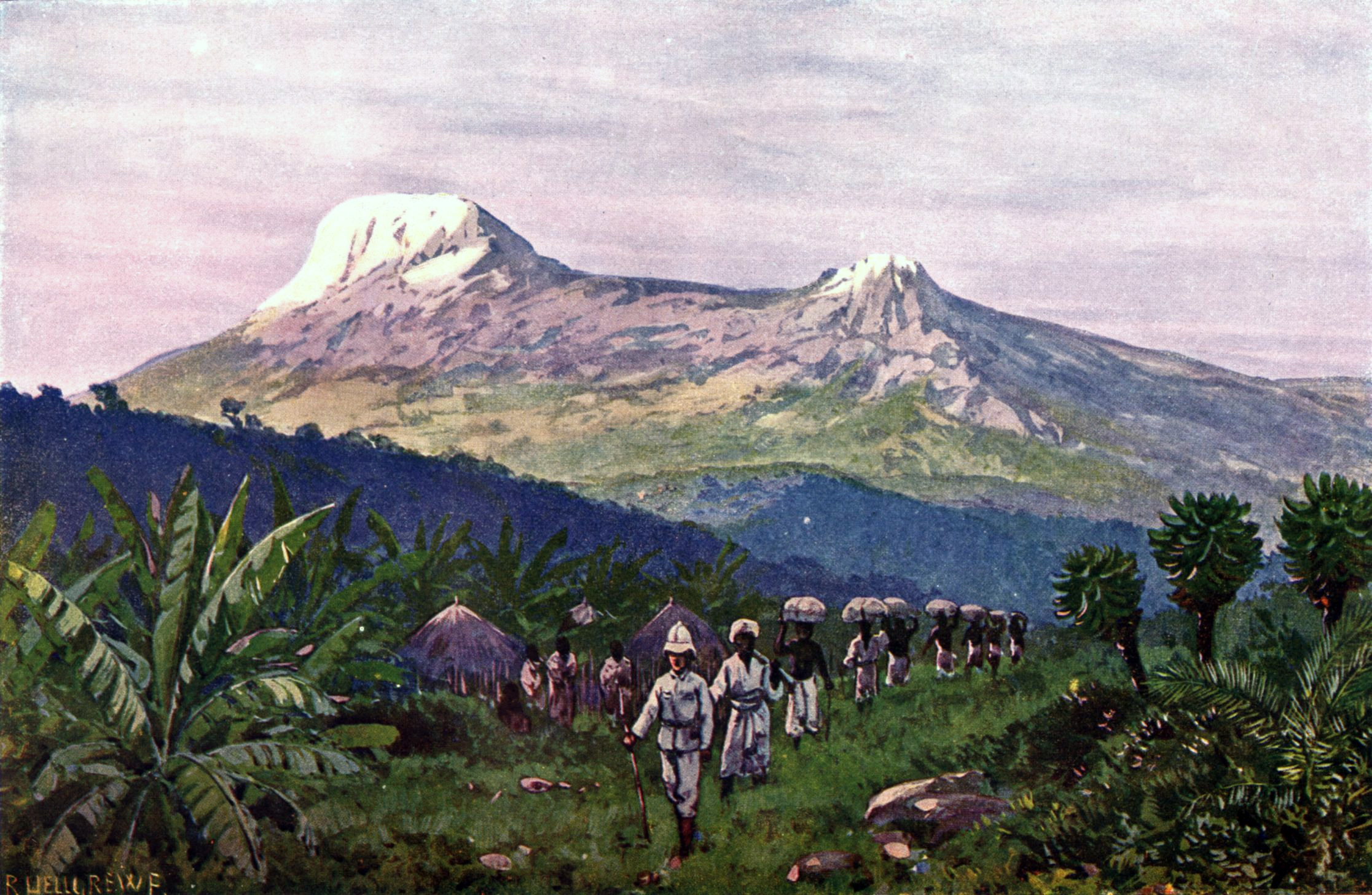
Troupes coloniales devant le Kilimandjaro

L'Allemagne était une puissance coloniale marginale avant la période du nouvel impérialisme, mais participera activement à cette course. Fragmentée en divers États, l'Allemagne n'a été unifiée sous le règne de la Prusse qu'après la bataille de Königgrätz (Sadowa) de 1866 et la guerre franco-prussienne de 1870. Après l'unification allemande le 18 janvier 1871, l'Allemagne était devenue une puissance industrielle proche de la Grande-Bretagne et a commencé son expansion mondiale dans les années 1880. Après avoir isolé la France par la Triplice, le chancelier Otto von Bismarck proposa la tenue de la conférence de Berlin en 1884 et 1885, qui fixa les règles du contrôle effectif d'un territoire étranger. La Weltpolitik (politique mondiale) était la politique étrangère adoptée par l'empereur Guillaume II en 1890, dans le but de transformer l'Allemagne en une puissance mondiale par une diplomatie agressive, l'acquisition de colonies d'outre-mer et le développement d'une grande marine.
Certains Allemands, se réclamant de la pensée de Friedrich List, ont plaidé pour une expansion aux Philippines et au Timor ; d'autres ont proposé de s'installer à Formose (Taïwan moderne). À la fin des années 1870, ces voix isolées ont commencé à être relayées par une véritable politique impérialiste. En 1881, Wilhelm von Hübbe-Schleiden, un avocat, publia Deutsche Kolonisation, selon lequel le « développement de la conscience nationale exigeait une politique indépendante à l'étranger ». Le Pan-germanisme était donc liée aux pulsions impérialistes de la jeune nation. Au début des années 1880, l'Association coloniale allemande est créée et disposée de son propre magazine en 1884, le Kolonialzeitung. Ce lobby colonial a également été relayé par le mouvement nationaliste Alldeutscher Verband. En général, von Bismarck était opposé au colonialisme allemand, mais il a dû démissionner sur l'insistance du nouvel empereur Guillaume II le 18 mars 1890. Ce dernier a adopté, à l'inverse, une politique très agressive de colonisation et d'expansion coloniale.
L'expansionnisme de l'Allemagne conduira au plan Tirpitz, mis en œuvre par l'amiral Alfred von Tirpitz, qui défendra également les diverses Lois Navales à partir de 1898, s'engageant ainsi dans une course aux armements avec la Grande-Bretagne. En 1914, ils avaient donné à l'Allemagne la deuxième force navale au monde (environ les trois cinquièmes de la taille de la Royal Navy). Selon von Tirpitz, cette politique navale agressive a été soutenue par le Parti national-libéral plutôt que par les conservateurs, ce qui induit que l'impérialisme était soutenu par la montée des classes moyennes.
L'Allemagne est devenue la troisième puissance coloniale en importance en Afrique. Mis à part des possessions en Océanie, tout son empire de 2,6 millions de kilomètres carrés et 14 millions de sujets coloniaux en 1914 s'étendait grâce ses possessions africaines : le Sud-Ouest africain en 1883, le Kamerun et le Togoland en 1884, puis l'Afrique orientale allemande en 1885. À la suite de l'Entente cordiale de 1904 entre la France et l'Empire britannique, l'Allemagne a tenté d'isoler la France en 1905 avec la crise de Tanger. Cela a conduit à la conférence d'Algésiras de 1905, au cours de laquelle l'influence de la France sur le Maroc fut confirmée, puis au coup d'Agadir en 1911, qui lui donna le Neukamerun.

#### La carte rose portugaise

Carte rose (projet portugais, 1887).

#### L'American Colonization Society et la naissance du Liberia

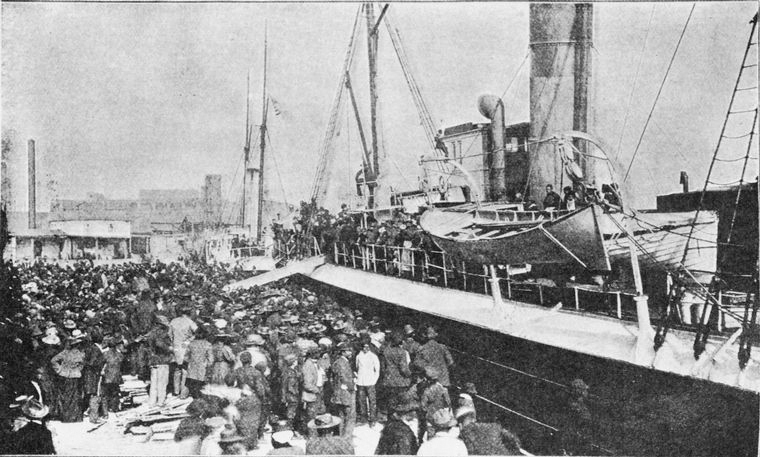
Départ de New-York d'émigrés, vers le Liberia

#### Les guerres de conquête de l'intérieur du continent
- Guerre anglo-zouloue (1879)
- Guerre anglo-égyptienne (1882)
- Première guerre franco-malgache (1883-1885)
- Première et seconde Guerres du Dahomey (1890-1894)

### Occupation britannique de l'Égypte et de l'Afrique du Sud

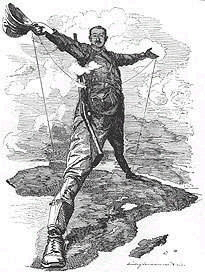
Cecil Rhodes : projet du chemin de fer Le Cap – Le Caire. Fondateur de la compagnie De Beers, une des premières compagnies mondiale du diamant, Rhodes était aussi le propriétaire de la British South Africa Company, qui s'est approprié la Rhodésie du Nord et la Rhodésie du Sud. Il voulait « peindre de rouge britannique la carte de l'Afrique ». Une de ses déclarations célèbres : Toutes ces étoiles… ces mondes immenses qui restent hors d'atteinte. Si je le pouvais, j'annexerais les autres planètes.

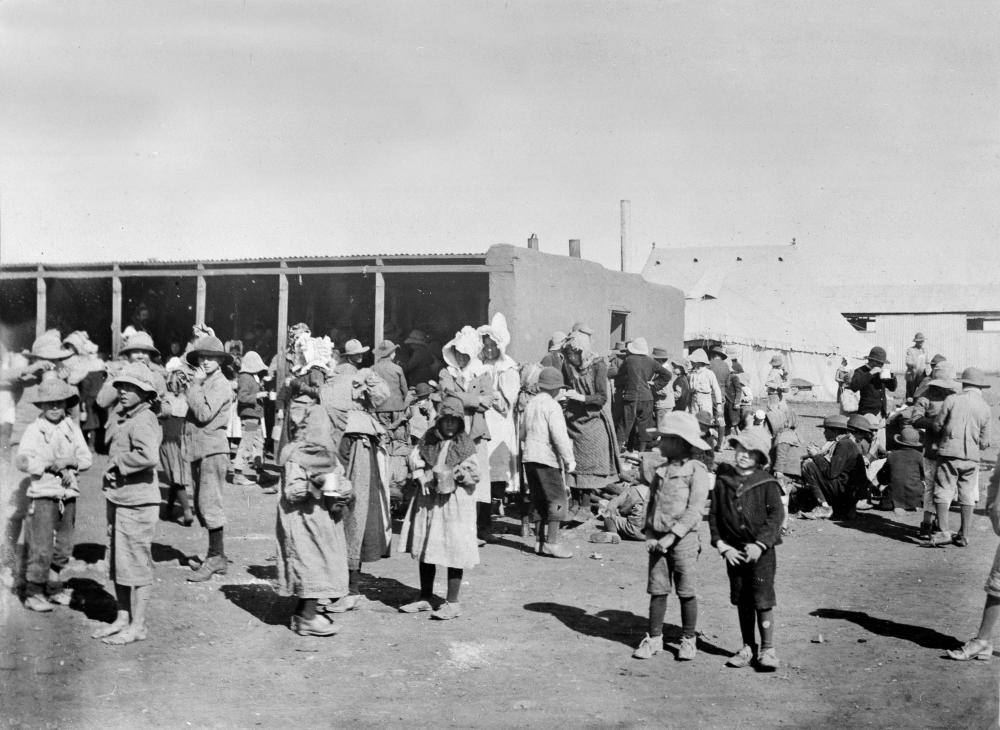
Femmes et enfants Boers dans un camp de concentration durant la seconde guerre des Boers (1899-1902).

## Une succession de crises internationales menant à la Première Guerre mondiale

### Crises au Maroc
Le Maroc est l'objet de deux crises internationales nommées depuis crises marocaines, respectivement en 1905 et 1911. Leur retentissement est important dans un contexte de marche à la guerre.
L'Allemagne, la France et l'Espagne vont s'intéresser à la colonisation du Maroc.
En 1901, l’assassinat d’un négociant oranais sur la côte du Rif entraine l’intervention du ministre français des Affaires étrangères Théophile Delcassé. Un accord est conclu, qui autorise la France à « aider au maintien de l'ordre » l'administration marocaine dans les régions incontrôlées du Maroc oriental. Profitant de l'accord, le nouveau gouverneur général de l'Algérie, Charles Jonnart, ordonne au colonel Lyautey, alors responsable du sud-oranais, de « pacifier » la frontière algéro-marocaine. L’Espagne, qui espère beaucoup, temporise et fait traîner les négociations en longueur. C'est une erreur, car l’Entente cordiale du 8 octobre 1904 ne laisse à l’Espagne que la portion congrue : le nord (Ceuta et Melilla) et l’extrême-sud du Maroc.
Le sultan Abd al-Aziz, bien qu’intéressé par les propositions de grands travaux et de réformes proposés par Saint-René Taillandier, se doute que l’indépendance de son pays ne tardera pas à être remise en question. Ne pouvant pas s'appuyer sur Londres, il se tourne vers l’Allemagne, seule capable de contrecarrer les ambitions françaises.
Celle-ci gronde : l'empereur Guillaume II et le chancelier von Bülow protestent contre les ambitions de la France au Maroc. Conformément à sa nouvelle doctrine de Weltpolitik, l’Allemagne veut avoir sa part des conquêtes coloniales.
Le 31 mars 1905, en vue de prévenir la mainmise de la France sur le Maroc, Guillaume II débarque théâtralement à Tanger, au nord du sultanat, traverse la ville à cheval, à la tête d'un imposant cortège, va à la rencontre du sultan Abd al-Aziz pour l’assurer de son appui et lui faire part de son désaccord face aux droits concédés à la France sur le Maroc. Il est prêt à entrer en guerre si la France ne renonce pas à ses ambitions marocaines. Il déclare : « J'espère que, sous la souveraineté chérifienne, un Maroc libre restera ouvert à la concurrence pacifique de toutes les nations, sans monopole et sans annexion, sur un pied d'égalité absolue. Ma visite à Tanger a pour but de faire savoir que je suis décidé à faire tout ce qui est en mon pouvoir pour sauvegarder efficacement les intérêts de l'Allemagne au Maroc ». Le sultan Abd al-Aziz impressionné par ce discours décide de refuser toutes les réformes précédemment conseillées par le consul français.
Devant les inquiétudes de l’état-major, le président du conseil français Maurice Rouvier préfère négocier, et finit par accepter la demande de réconciliation de l’Allemagne, dans un climat de revanchisme et de germanophobie aggravée. Ce « coup de Tanger » entraîne, à la demande de l’Allemagne, la démission du ministre français des Affaires étrangères, Théophile Delcassé.
Cependant, contrairement aux vœux de l’Allemagne, la crise n’est pas résolue par une négociation bilatérale entre les deux États, mais par la conférence internationale d’Algésiras, au cours de laquelle le Royaume-Uni, les États-Unis et l’Italie donnent raison à la France, contrairement à ce que l’Allemagne espérait. De leur côté, les alliés de l’Allemagne montrent qu’ils n’ont pas l’intention d’entrer en guerre.
Finalement, après la conférence d'Algésiras en 1906, la France et l'Espagne se partagent l'occupation du territoire marocain, l'Espagne prenant le nord du Maroc sous sa domination à l'exception de Tanger, la ville du détroit de Gibraltar étant une ville internationale, la France quant à elle, colonise le centre du Maroc.
L'empire allemand grand perdant de ce partage, envoie une canonnière à Agadir ville au sud du Maroc appartenant à la France, officiellement pour protéger ses ressortissants, mais devant les crises que connaît l'Allemagne en ce début de siècle et devant le soutien du Royaume-Uni à la France, l'Allemagne abandonne ses projets coloniaux au Maroc.

## L'engagement colonial - «The colonial encounter»

### Conscience et expositions coloniales

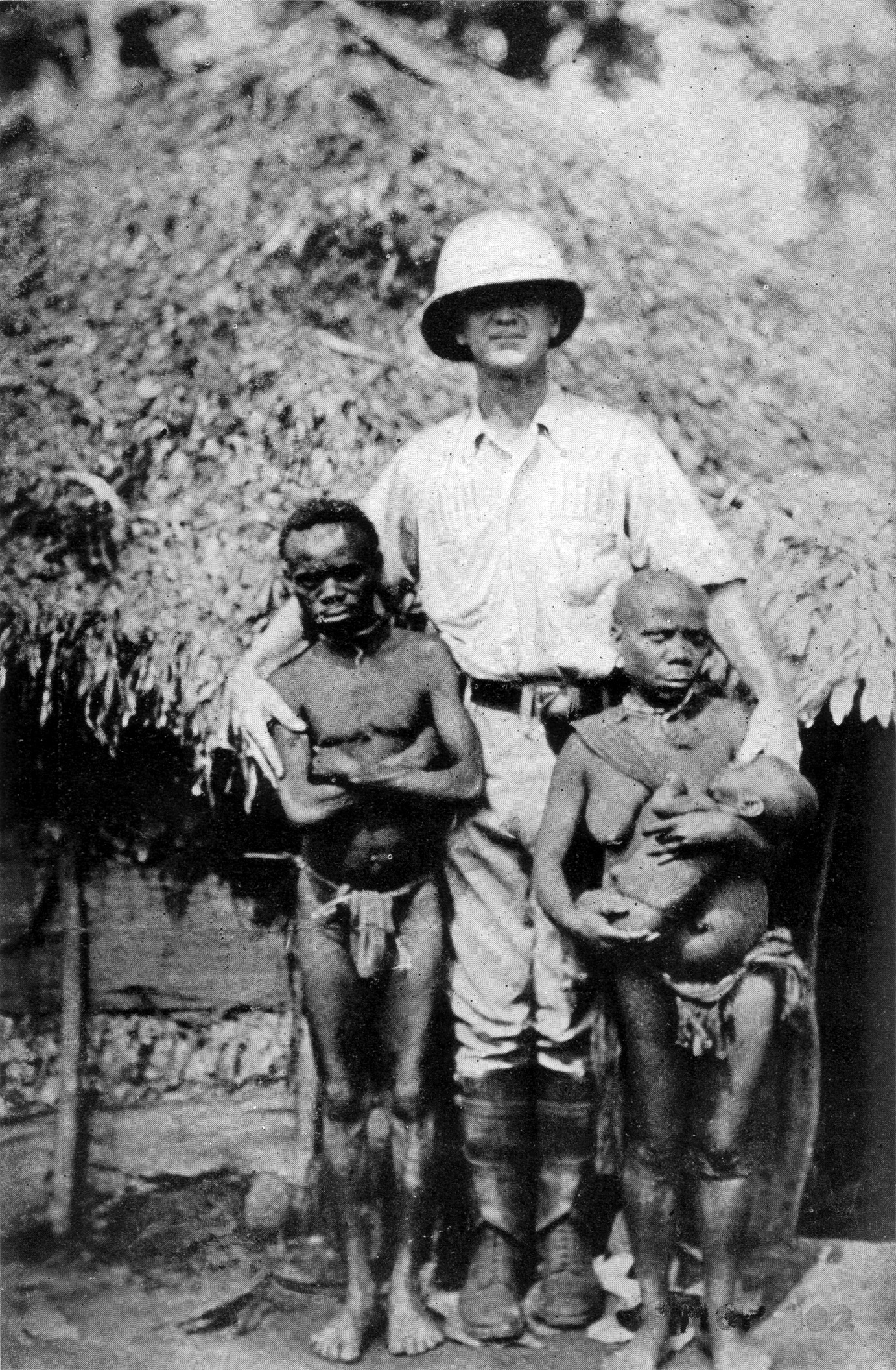
Les Pygmées et un explorateur européen. Certains pygmées étaient exposés dans des Zoo humains comme Ota Benga exhibé par l'eugéniste Madison Grant au zoo du Bronx.

#### Le «lobby colonial»
Dans ses balbutiements, l’impérialisme correspondait à l'action d'explorateurs seuls ou de commerçants aventuriers. Plusieurs hommes politiques comme le Premier ministre britannique William Ewart Gladstone se sont opposés à la colonisation dans ses premières années. Pourtant, durant son second mandat (1880-1885), il ne put résister à la pression du lobby colonial et c'est pour cette raison qu'il n’accomplit sa promesse électorale de se retirer d'Égypte. Même si Gladstone s'opposait personnellement à l'impérialisme, les tensions sociales causées par la Grande Dépression (1873-1896) l'ont fait changer en faveur du chauvinisme : les impérialistes étaient devenus les « parasites du patriotisme ». En France, le radical Georges Clemenceau était alors farouchement opposé à l'impérialisme, exception parmi le spectre politique français à cette époque. Il disait que la colonisation dérivait de l'état d'esprit de la « ligne bleue des Vosges », du sentiment de rancune et d'urgence patriotique liée à l'Alsace-Lorraine perdue par le traité de Francfort de 1871. Par la suite, en 1885, après l'Affaire du Tonkin, Georges Clemenceau obtient une victoire sur l'impérialisme, le gouvernement de Jules Ferry devant démissionner et la politique expansionniste française étant remise en cause pendant près d'une décennie.
Selon Hannah Arendt, dans Les Origines du totalitarisme (1951), cette expansion illimitée de la souveraineté nationale dans des territoires extérieurs menace l'unité de l'État-nation. Ainsi, une tension entre la nécessité de respecter les droits de l'homme des populations colonisées, qui devraient être considérés comme citoyens de l'État-nation, et les pulsions colonialistes, prônant l'exploitation des populations considérées comme inférieures, commença à apparaître.
Dans les métropoles, certaines voix apparurent pour dénoncer la cruauté inutile de l'administration coloniale, décrite par exemple dans le roman de Joseph Conrad, Au cœur des ténèbres (1899) ou dans Voyage au bout de la nuit (1932) de Louis-Ferdinand Céline. Face à cette opposition, des lobbies furent érigés progressivement afin de légitimer le partage de l'Afrique et les autres aventures expansionnistes. En Allemagne, en France et au Royaume-Uni, la bourgeoisie demanda au pouvoir politique d'intervenir afin d'assurer la croissance du marché économique. En 1916, Lénine publia L'Impérialisme, stade suprême du capitalisme, pour expliquer ce phénomène du point de vue léniniste. En Italie, l'homme politique Enrico Corradini réclama un « lieu au soleil » pour les nations « présumées prolétaires » (comprendre : moins dotés en colonies), renforçant le nationalisme et le militarisme dans un prototype du fascisme.

### Le massacre des Namas et des Héréros

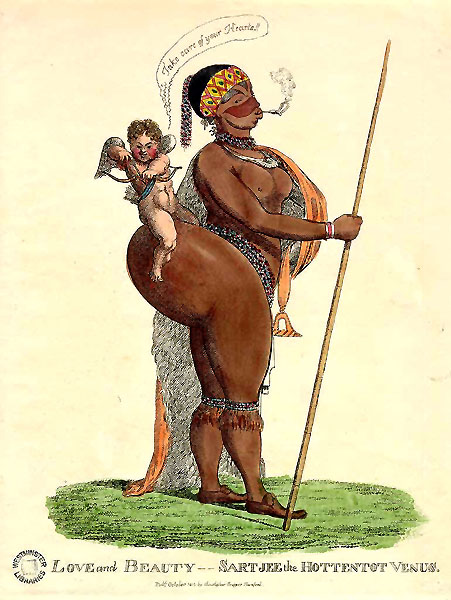
Une caricature de la Venus Hottentote au XIXe siècle. Saartjie Baartman, une femme Khoïsan, était exhibée nue et encagée lors de spectacles forains en Angleterre, Hollande et France. Après sa mort, ses parties génitales ont été disséquées et ses restes conservés. Nelson Mandela a officiellement demandé à la France que ses restes, exposés au Musée de l'Homme à Paris jusqu'en 1974, soient rendus à l'Afrique du Sud.

## Colonies africaines par pays colonisateur

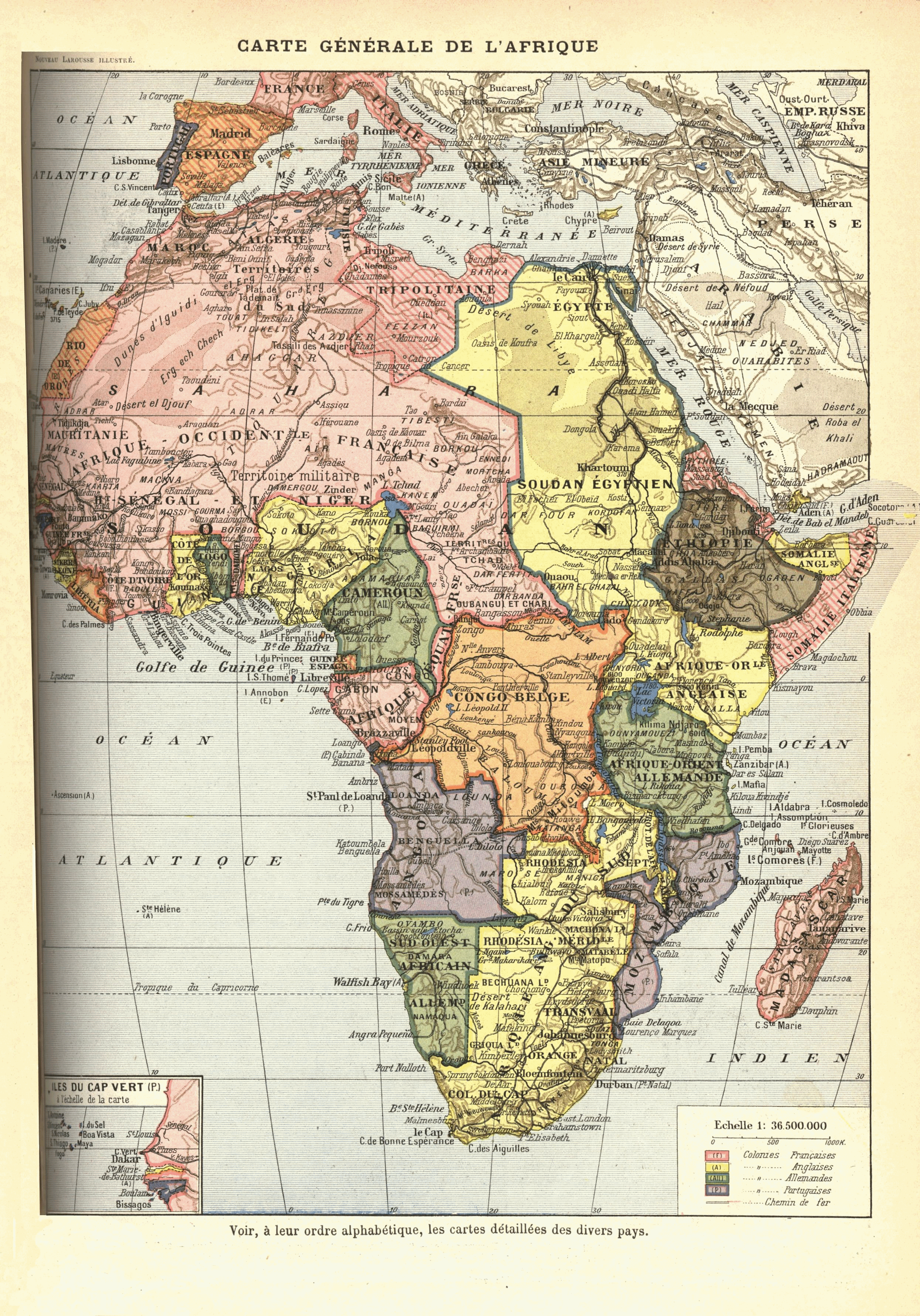
Carte française de l'Afrique en 1912 avec les colonies. Possessions britanniques en jaune, françaises en rose, belges en orange, allemandes en vert, portugaises en violet, italiennes en rose hachuré, espagnoles en orange hachuré et l'Éthiopie indépendante en marron

### Allemagne
- Kamerun (actuellement Cameroun, parties du Nigeria, Tchad, République centrafricaine, République du Congo et Gabon)
- Afrique orientale allemande (actuellement Burundi, Rwanda, et la partie occidentale de la Tanzanie)
- Sud-Ouest africain allemand (devenu Namibie)
- Togoland (actuellement Togo et la partie est du Ghana)

### Belgique
- État indépendant du Congo appelé aussi Congo belge (actuellement république démocratique du Congo)
- Ruanda-Urundi (actuellement Rwanda et Burundi), sous mandat de la Société des Nations après la Première Guerre mondiale

### Danemark
- Côte-de-l'Or danoise, 1658- 1850 ; comptoirs et fort sur l'actuelle côte du Ghana, vendue au Royaume-Uni.

### Espagne
- Sahara espagnol (désormais Sahara occidental), composé de :
  - Rio de Oro
  - Seguia el-Hamra
  - Cap Juby
- Maroc espagnol
  - Protectorat espagnol au Maroc
- Ifni
- Guinée espagnole (devenue la Guinée équatoriale), avec en plus de la partie continentale :
  - Bioko
  - Annobón

### France
L'Afrique française comprend :
- l'Algérie, qui réunissait :
  - les départements français d'Algérie,
  - le Sahara algérien,
- le protectorat français de Tunisie,
- le protectorat français au Maroc,
- l'Afrique-Occidentale française (l'A.O.F.), qui réunissait :
  - la Mauritanie,
  - le Sénégal,
  - le Soudan français (devenu le Mali à son indépendance en 1960),
  - la Guinée,
  - la Côte d'Ivoire,
  - le Niger,
  - la Haute-Volta (devenue le Burkina Faso en 1984),
  - le Dahomey (devenu le Bénin en 1975),
- l'Afrique-Équatoriale française (l'A.E.F.), qui réunissait :
  - le Gabon,
  - le Moyen Congo (devenu la république du Congo),
  - l'Oubangui-Chari (devenu la République centrafricaine),
  - le Tchad,
- le Cameroun français (une partie du Cameroun actuel), sous mandat de la Société des Nations après la Première Guerre mondiale,
- le Togo français (actuel Togo), sous mandat de la Société des Nations après la Première Guerre mondiale,
- la côte française des Somalis de 1884 à 1967, puis territoire français des Afars et des Issas jusqu'en 1977, devenu la république de Djibouti),
- Madagascar,
- le territoire des Comores (rattachées à Madagascar de 1912 à 1946).

### Italie
L'Italie avait pour colonies africaines :
- la Libye, de 1911 à 1943,
- l'Érythrée, de 1885 à 1936,
- la Somalie italienne de 1889 à 1936 (devenu une partie de la Somalie actuelle),
- l'Afrique orientale italienne de 1936 à 1941, qui regroupe l'Érythrée, la Somalie italienne et l'Éthiopie.

### Pays-Bas
Les Pays-Bas avaient pour colonies africaines :
- la Côte-de-l'Or néerlandaise, de 1598 à 1872,
- Le Cap, de 1652 à 1806,
- de multiples comptoirs au bord de l'océan Atlantique et de l'océan Indien

### Portugal
L'Afrique portugaise est constituée de :
- l'Afrique occidentale portugaise (devenue l'Angola) ;
- l'Afrique orientale portugaise (devenue le Mozambique) ;
- la Guinée portugaise (devenue la Guinée-Bissau) ;
- le Cap-Vert
- Sao Tomé-et-Principe ;
- le fort de Ouidah.

### Royaume-Uni
Le Royaume-Uni avait pour colonies africaines :
- l'Égypte,
- le Soudan anglo-égyptien (actuellement le Soudan et le Soudan du Sud),
- la Somalie britannique (partie de la Somalie, a proclamé son indépendance en 1991),
- les Seychelles
- L'île Maurice
- l'Afrique orientale britannique réunissant :
  - le Kenya,
  - l'Ouganda,
  - le Tanganyika (une partie de la Tanzanie) sous mandat de la Société des Nations après la Première Guerre mondiale,
- le protectorat de Zanzibar (autre partie de l'actuelle Tanzanie),
- l'Afrique occidentale britannique réunissant :
  - la Gambie,
  - la Sierra Leone,
  - le protectorat du Nigeria du Nord,
  - le protectorat du Nigeria du Sud,
  - la Gold Coast (Côte d'Or, une partie de l'actuel Ghana),
- le Cameroun britannique (divisé et rattaché au Nigeria pour sa partie nord et au Cameroun pour sa partie sud) sous mandat de la Société des Nations après la Première Guerre mondiale,
- le Togoland britannique (une partie de l'actuel Ghana),
- le protectorat du Bechuanaland (aujourd'hui Botswana),
- le protectorat du Basutoland établi dans l'actuel Lesotho. Il exista de 1884 à 1966.
- la Rhodésie du Nord (actuellement Zambie),
- la Rhodésie du Sud (aujourd'hui Zimbabwe),
- le Nyassaland (maintenant Malawi),
- le Swaziland (maintenant Eswatini).
- l'Afrique du Sud réunissant :
  - la colonie de la rivière Orange,
  - la colonie du Transvaal,
  - la colonie du Cap,
  - la colonie du Natal.
- le Territoire britannique de l'océan Indien (restitution de l'archipel des Chagos en 2025).

### Russie
Colonie russe très temporaire (quelques semaines seulement avant d'être chassé par les Français) au fort égyptien de Sagallou en 1889 (actuel Djibouti).

### États non colonisés
- République du Liberia, fondée par l'American Colonization Society en 1847, pays membre de la SDN créé pour protéger les populations environnantes de l'esclavage.
- Empire d'Éthiopie, pays membre de la SDN à partir de 1923, partie de l'Afrique orientale italienne de 1936 à 1941.

## Bilan de la colonisation européenne
Le bilan de la colonisation européenne de l'Afrique a fait au début du XXIe siècle l'objet de polémiques autour de la notion de « repentance coloniale »[Où ?]. À la suite de l'historien Jacques Marseille (Empire colonial et capitalisme français. Histoire d'un divorce), Daniel Lefeuvre montre que les colonies n'ont rien apporté à l'économie française et ont plutôt bridé son dynamisme.
On constate par ailleurs que la colonisation européenne s'est accompagnée, dans le même temps et sur le long terme, d'une réduction importante de la biodiversité du continent, la population des éléphants de savane, pour ne citer qu'un exemple parmi d'autres, passant selon une étude de l'ONG Elephants Without Borders de fin août 1916 de 20 millions avant la colonisation à 1,3 million en 1979 (en 2014 il n'en reste plus que 352 000).

### Traductions
1. ↑  (en) « imperialism is not so clearly linked to capitalism and free markets… historically there has been a closer link between colonialism/imperialism and state-led approaches to development »